# Juan Toro
Juan Ángel Toro Rivera (n. 1 de marzo de 1962) es un ingeniero, economista, investigador y consultor chileno, exdirector del Servicio de Impuestos Internos (SII) del presidente Ricardo Lagos.
Estudió ingeniería civil industrial en la Universidad de Chile y, posteriormente, realizó un máster en ingeniería económica en la misma casa de estudios.
Sus primeros pasos como profesional los dio en el sector privado, desempeñándose en empresas pesqueras de la zona sur del país andino.
Ingresó al SII en 1990, cuando asumió como director el ingeniero del Partido por la Democracia (PPD), Javier Etcheberry, de quien había sido alumno en sus años de universidad. De 1991 a 1995 fue subdirector de estudios y desde este último año hasta 1998, ocupó un cargo similar en fiscalización de este servicio.
Ese año partió a la Unidad de Asistencia Técnica en el Departamento de Finanzas Públicas del Fondo Monetario Internacional (FMI), organismo en que se desempeñó hasta 2002, cuando fue nombrado director del SII por Lagos por recomendación del ministro de Hacienda, Nicolás Eyzaguirre.
Cabe destacar que durante la gestión de Toro como director del SII, se celebraron contratos con cuatro empresas privadas: Dicom/Equifax, Data Business, Servicios Integrados de Información y Sinacofi. Estos contratos consistieron en que el SII le otorgaría información sobre base de datos de contribuyentes, lo cual viola el propio derecho de reserva de información que en teoría respeta la institución. Entre los datos que se entregan se encuentran: RUT de personas jurídicas, RUT de personas naturales, timbrajes médicos, contribuyentes con anotaciones, avalúo de bienes raíces, tasación de vehículos, entre otras.
En 2006 dejó el cargo para volver al organismo internacional como jefe de la División de Administración de Ingresos.
Ha asesorado las reformas tributarias hechas en una gran cantidad de países, incluyendo Perú, Eslovaquia, Mozambique, Argentina, Colombia y Bolivia.